# Hughie Edwards
'Hughie Idwal Edwards (1 de agosto de 1914 - 5 de agosto de 1982) foi um oficial sênior da Royal Air Force, governador da Austrália Ocidental, e um australiano destinatário da Victoria Cross, a mais alta condecoração por bravura "em face do inimigo" que pode ser concedida a membros das forças armadas britânicas e da Commonwealth. Servindo como piloto de bombardeiro na Royal Air Force (RAF), Edwards foi condecorado com a Victoria Cross em 1941 por seus esforços em liderar um bombardeio contra o porto de Bremen, uma das cidades mais fortemente defendidas na Alemanha. Ele se tornou o soldado australiano mais condecorado da Segunda Guerra Mundial.

## História
Nascido em Fremantle, Austrália Ocidental, Edwards ingressou na Força Aérea Real Australiana em 1935 e, um ano depois, recebeu uma comissão de serviço curta na RAF. Servindo durante a Segunda Guerra Mundial, ele ganhou uma comissão permanente e continuou sua carreira na RAF após a guerra; ele se aposentou em 1963 com o posto de comodoro do ar. Retornando à Austrália, ele foi nomeado governador da Austrália Ocidental em 1974.
Edwards nasceu em Fremantle, Austrália Ocidental, em 1º de agosto de 1914, o terceiro de cinco filhos de pais galeses Hugh, um ferreiro e ferrador, e sua esposa Jane (nascida Watkins), que emigrou para a Austrália em 1909. Nomeado após seu pai, ele sempre foi referido por seu nome do meio de Idwal em sua família. Edwards recebeu sua educação inicial na White Gum Valley School, antes de frequentar a Fremantle Boys' School, onde obteve bons resultados acadêmicos, embora mais tarde tenha afirmado que isso se devia a uma boa memória e não a uma alta inteligência. No entanto, Edwards foi relutantemente forçado a deixar a escola aos quatorze anos, pois as finanças da família não podiam mais sustentá-lo. Descrito como um "rapaz tímido, pouco confiante, introspectivo e imaginativo" nesta fase de sua vida, ele conseguiu emprego como balconista de expedição.